# 八幡神社 (本庄市児玉町児玉)
八幡神社（はちまんじんじゃ）は、埼玉県本庄市の神社。

## 歴史
平安時代後期に創建された。源頼義・義家父子が前九年の役に出征する際に、当地で戦勝を祈願し、戦争が終結して帰還するときも当地に訪れ、その際に石清水八幡宮から分霊を勧請したといわれている。
八幡神は武勲の神であったことから、武蔵七党の児玉党の豪族児玉時国の庇護を受け、後に設けられた雉岡城の歴代城主も崇敬したという。
当社の社殿と銅製鳥居は、いずれも18世紀前期に建てられたものである

## 文化財
- 八幡神社社殿及び銅製鳥居（埼玉県指定有形文化財 平成2年3月28日指定）[2]

## 交通アクセス
- 児玉駅より徒歩10分。